# Sergio Ramis
Sergio Ramis Navarro (Palma de Mallorca, 27 de agosto de 1990 - ibídem, 2 de diciembre de 2017) fue un compositor español de bandas sonoras.

## Biografía
Formación
A una temprana edad inició sus estudios musicales, graduándose como pianista en el Conservatorio de Palma de Mallorca. Paralelamente se licenció en Filosofía en la Universidad de Barcelona (UB).
En el 2011 se trasladó a Barcelona donde se graduó como compositor en la Escuela Superior de Música de Cataluña (ESMUC). 
Tras finalizar sus estudios, consiguió la beca de "La Caixa" y beca "Fullbright" trasladándose a Los Ángeles, Estados Unidos, para graduarse en Scoring for Motion Pictures and Television Program en la Universidad del Sur de California.
Durante cinco años compuso la banda sonora de diversas películas y cortometrajes. A su vez, colaboró en múltiples proyectos de posproducción sonora como el filme "Zero", producido por Ridley Scott.
Muerte
A finales del 2016 interrumpió su carrera musical tras diagnosticarle leucemia.
Finalmente falleció al año tras una intensa lucha contra el cáncer.

## Bandas sonoras
"Black Hollow Cage", 2017 de Sadrac González. 
"Escape from Marwin", 2017 .

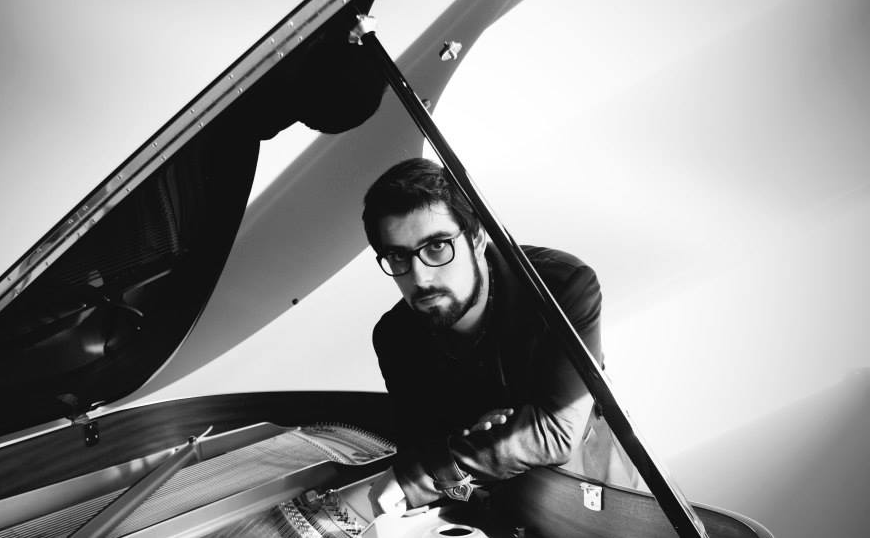

"Sueñas conmigo" (Cortometraje) 2017.
"Nose, Eyes, Hair" (Cortometraje) 2016. 
"Orphaned" (Cortometraje) 2016. 
"Portrait of a Wind-up Maker", 2016. 
"Lucas", 2016. 
"Self Service" (Cortometraje) 2016. 
"Todo lo que callas" (Cortometraje) 2015. 
"Zarajos Deluxe", 2014. 
"Gold Delta" (Cortometraje), 2014.
"Der Schwarze Mann", 2013.

## Posproducciones
"Marcianos de Marte" (Cortometraje), 2016.
"Vulcania", 2015.
"Graffiti" (Cortometraje), 2015.
"Zero", 2015.

## Obras y discografía
Conciertos para piano
Imatges per a Piano i Orquestra, con la intervención pianística de Magí Garcías, 2015.
Amb què somnia la natura, 2012.
Álbumes
Impulsos, ELLEN, 2015.
Abans que t’adormis, Sergio Ramis in Memoriam, BLAU PRODUCCIONES (BL 717 02), 2018.

## Premios
"X Jerry Goldsmith Awards", Best music in Animation short film", 2015.
"Joventuts Musicals de Catalunya" por su obra Amb què somia la natura, 2012.
- Datos: Q47519439